# Дзеркаль Ганна Леонідівна
Ганна Леонідівна Дзеркаль (нар. 18 серпня 1987, Южноукраїнськ, Миколаївська область, УРСР) — українська плавчиня, учасниця Олімпійських ігор 2008 та 2012 років, рекордсменка України на дистанціях 50 метрів брасом, 100 метрів брасом та 100 метрів комплексним плаванням на короткій воді.

## Виступи на Олімпійських іграх
| Олімпіада   | Дисципліна             | Місце |
| ----------- | ---------------------- | ----- |
| Пекін 2008  | 200 м комплексом       | 31    |
| Пекін 2008  | 4x100 м вільним стилем | 14    |
| Лондон 2012 | 200 м брасом           | 17    |
| Лондон 2012 | 200 м комплексом       | 18    |
| Лондон 2012 | 400 м комплексом       | 26    |
| Лондон 2012 | 4x200 м вільним стилем | 16    |